# Liste der Auslandsvertretungen Andorras

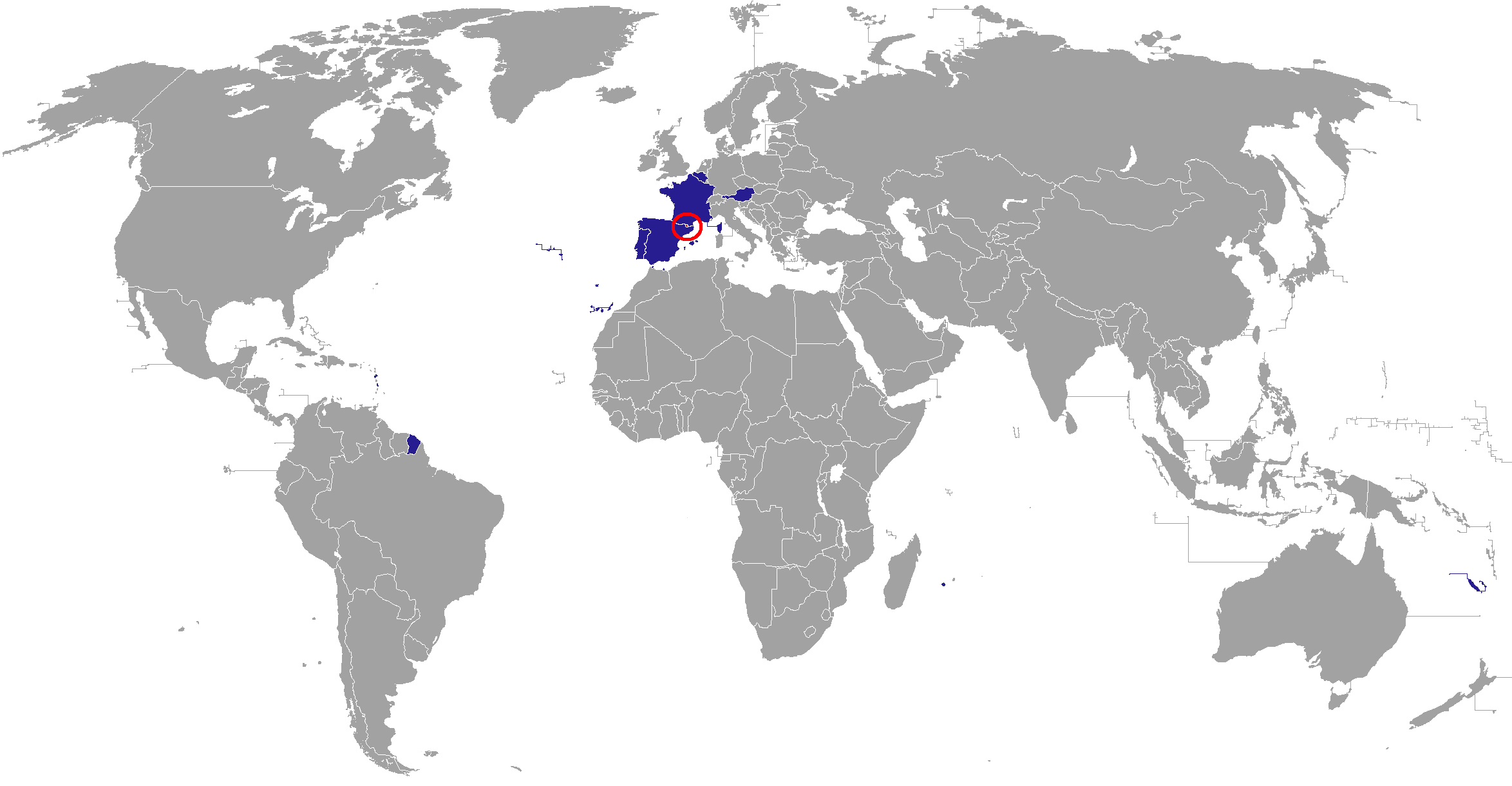
Standorte der diplomatischen Vertretungen Andorras

Dies ist eine Liste der diplomatischen Vertretungen Andorras. Andorra unterhält ein Netzwerk von sechs Botschaften weltweit.

## Diplomatische Vertretungen

### Europa
- Belgien: Brüssel, Botschaft
- Frankreich: Paris, Botschaft
- Österreich: Wien, Botschaft
- Portugal: Lissabon, Botschaft
- Spanien: Madrid, Botschaft

### Nordamerika
- Vereinigte Staaten: New York, Botschaft

## Vertretungen bei internationalen Organisationen
- CTBTO: Wien
- Europäische Union: Brüssel
- Europarat: Straßburg
- Vereinte Nationen: Genf
- Vereinte Nationen: New York
- Vereinte Nationen: Wien
- Organisation für Sicherheit und Zusammenarbeit in Europa (OSZE): Wien